# Roland Schönenberger
Roland Schönenberger (Wangen bei Olten, 10 oktober 1955) is een Zwitsers voormalig voetballer die speelde als aanvaller.

## Carrière
Schönenberger speelde van 1974 tot 1979 bij FC Basel. Hij won met zijn team de beker in 1975 en in 1977 de landstitel. In 1979 vertrok hij naar BSC Young Boys waar hij speelde tot 1988; in 1986 won hij nog eens de landstitel en in 1987 de beker.
Hij speelde vier interlands voor Zwitserland, waarin hij niet tot scoren kwam.

## Erelijst
- FC Basel
  - Landskampioen: 1977
  - Zwitserse voetbalbeker: 1975
- BSC Young Boys
  - Landskampioen: 1986
  - Zwitserse voetbalbeker: 1987